# سديم القلم
سديم القلم (بالإنجليزية: Pencil nebula أو NGC 2736) هو سديم إشعاعي يرى في كوكبة الشراع. يبعد هذا السديم عنا نحو 815 سنة ضوئية.
يسمى أيضا NGC 2736 طبقًا للفهرس العام الجديد وهو بقايا انفجار مستعر أعظم حدث قبل نحو 11000 سنة. ذلك المستعر الأعظم يسمى مستعر الشراع الأعظم. ويقدر العلماء أنه لا بد من أن كان أشد لمعانًا في السماء نحو 250 مرة من الزهرة، وأنه انتشر بسرعة تقدر بنحو 40 مليون كيلومتر في الساعة. وقد انخفضت سرعته الآن إلى نحو 640000 كيلومتر في الساعة.
اكتشف الفلكي الألماني البريطاني وليم هيرشل سديم القلم في 1 مارس 1835.

## صور

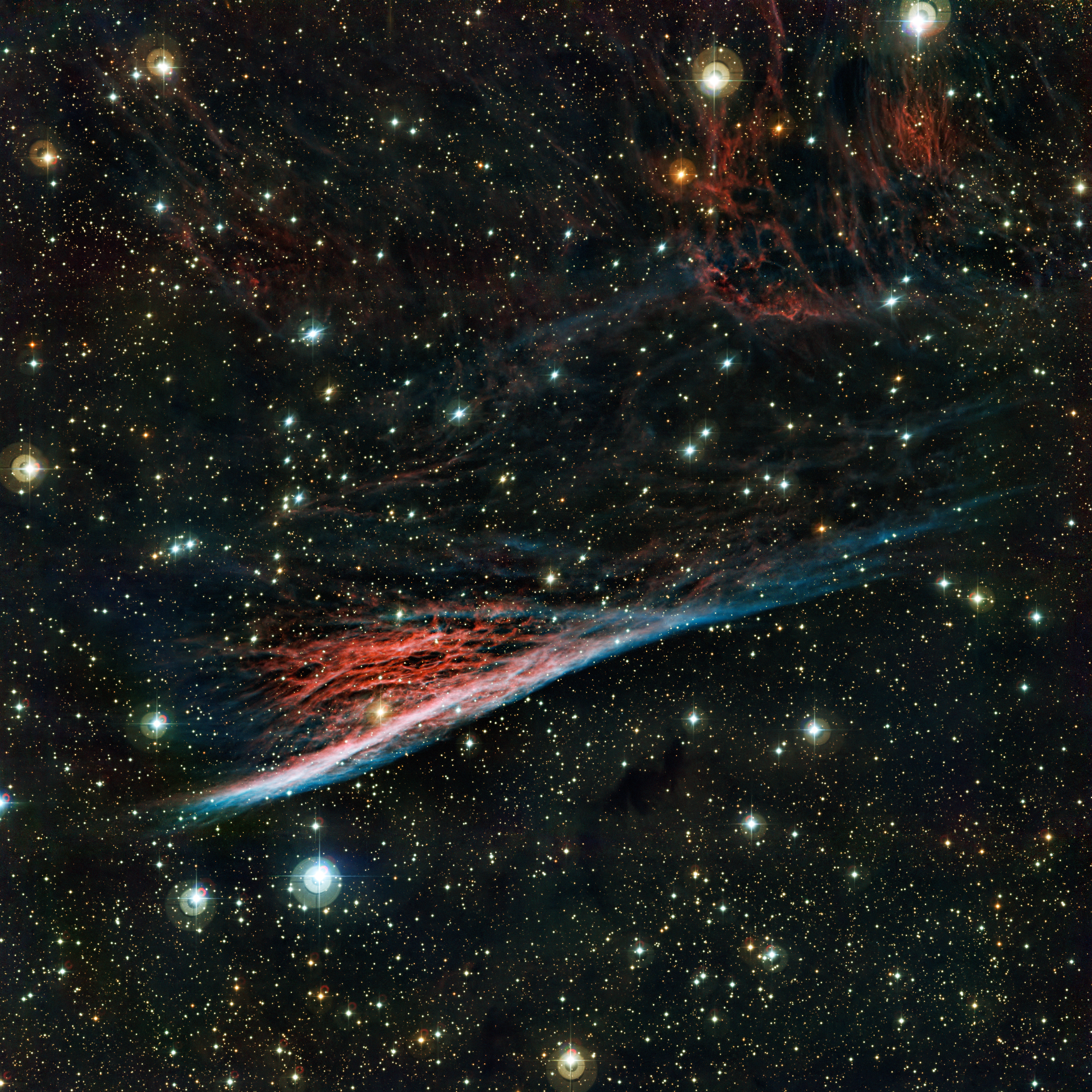
صورة لجزء من بقايا مستعر الشراع الأعظم الذي حدث قبل نحو 11000 سنة

## وصلات خارجية
- Space.com article about NGC 2736
- NASA feature  نسخة محفوظة 12 يوليو 2010 على موقع واي باك مشين.